# Il paralitico
Il paralitico (Le Paralytique) è un cortometraggio muto del 1909 diretto da Louis Feuillade.

## Produzione
Il film fu prodotto dalla Société des Etablissements L. Gaumont

## Distribuzione
Distribuito dalla Société des Etablissements L. Gaumont, uscì nelle sale cinematografiche francesi nel 1909. In Italia venne inizialmente bloccato nella revisione del dicembre 1914, ma ottenne il permesso dall'Autorità di pubblica sicurezza nel gennaio 1915, venendo poi distribuito dalla Scalzaferri.